# Ardisia fimbriata
Ardisia fimbriata är en viveväxtart som beskrevs av Fletcher. Ardisia fimbriata ingår i släktet Ardisia och familjen viveväxter. Inga underarter finns listade i Catalogue of Life.